# موهوفو، استان صوفیه
موهوفو (به بلغاری: Muhovo) روستایی در بلغارستان است که در استان صوفیه واقع شده‌است. موهوفو ۸۳٫۷۲۳ کیلومتر مربع مساحت و ۱۳۸ نفر جمعیت دارد و ۴۳۶ متر بالاتر از سطح دریا واقع شده‌است.